# Grill Point
Pour plus de détails, voir Fiche technique et Distribution.
Grill Point (Halbe Treppe) est un film allemand réalisé par Andreas Dresen, sorti en 2002. Le film remporte le Grand prix du jury de la Berlinale.

## Fiche technique
- Titre original : Halbe Treppe
- Titre français : Grill Point
- Réalisation : Andreas Dresen
- Scénario : Andreas Dresen
- Photographie : Michael Hammon
- Musique : 17 Hippies
- Production : Peter Rommel
- Pays d'origine :  Allemagne
- Format : Couleurs - 1,85:1 - Dolby Digital
- Genre : comédie dramatique
- Durée : 111 minutes
- Langue : allemand
- Date de sortie : 2002

## Distribution
- Steffi Kühnert : Ellen
- Gabriela Maria Schmeide : Katrin
- Thorsten Merten : Christian
- Axel Prahl : Uwe
- Julia Ziesche : Julia
- 17 Hippies : Musiciens